# Almora
Almora è una suddivisione dell'India, classificata come municipal board, di 32 357 abitanti, capoluogo del distretto di Almora, nello stato federato dell'Uttarakhand. In base al numero di abitanti la città rientra nella classe III (da 20 000 a 49 999 persone).

## Geografia fisica
La città è situata a 29° 37' 0 N e 79° 40' 0 E e ha un'altitudine di 1650 m s.l.m.

## Società

### Evoluzione demografica
Al censimento del 2001 Almora era amministrata da due organismi locali, l'Amministrazione Municipale e l'Accantonamento, la cui popolazione totale era di 32 357 abitanti.
La popolazione dell'Amministrazione Municipale assommava a 30.613 persone, delle quali 16 443 maschi e 14 170 femmine. I bambini di età inferiore o uguale ai sei anni assommavano a 2 971, dei quali 1 572 maschi e 1 399 femmine. Infine, coloro che erano in grado di saper almeno leggere e scrivere erano 25 745, dei quali 14 206 maschi e 11 539 femmine.
Alla stessa data, la popolazione dell'accantonamento di Almora assommava invece a 1 744 persone, delle quali 1 126 maschi e 618 femmine. I bambini di età inferiore o uguale ai sei anni assommavano a 235, dei quali 118 maschi e 117 femmine. Infine, coloro che erano in grado di saper almeno leggere e scrivere erano 1 388, dei quali 975 maschi e 413 femmine.